# Natalya
Natalie Katherine Neidhart, meglio conosciuta con il ring name Natalya (Calgary, 27 maggio 1982), è una wrestler canadese sotto contratto con la WWE.
In carriera ha detenuto una volta il Divas Championship una volta lo SmackDown Women's Championship e una volta il Women's Tag Team Championship (con Tamina). Inoltre ha partecipato al primo Tables match femminile nella storia della compagnia insieme a Beth Phoenix, Michelle McCool e Layla.
È figlia del defunto wrestler Jim "The Anvil" Neidhart, genero di Stu Hart. In qualità di membro della famiglia Hart è quindi cugina di Harry Smith e di Teddy Hart.

## Carriera

### WWE (2007–presente)

#### Florida Championship Wrestling (2007–2008)
Neidhart inizia ad allenarsi nel 2000, sotto la guida Ross e Bruce Hart, suoi zii. Firma quindi un contratto di sviluppo con la WWE e si trasferisce negli Stati Uniti dove viene mandata nella (Florida Championship Wrestling, debuttando il 26 giugno 2007 con il ring name Nattie Neidhart, vincendo un Triple threat match contro Krissy Vaine e Shantelle.

#### The Hart Dynasty (2008–2010)
Neidhart debutta a SmackDown nella puntata del 4 aprile 2008 con il nome di Natalya. Il 20 luglio 2008, a The Great American Bash, Natalya viene sconfitta da Michelle McCool, che diventa l'inaugurale WWE Divas Champion.

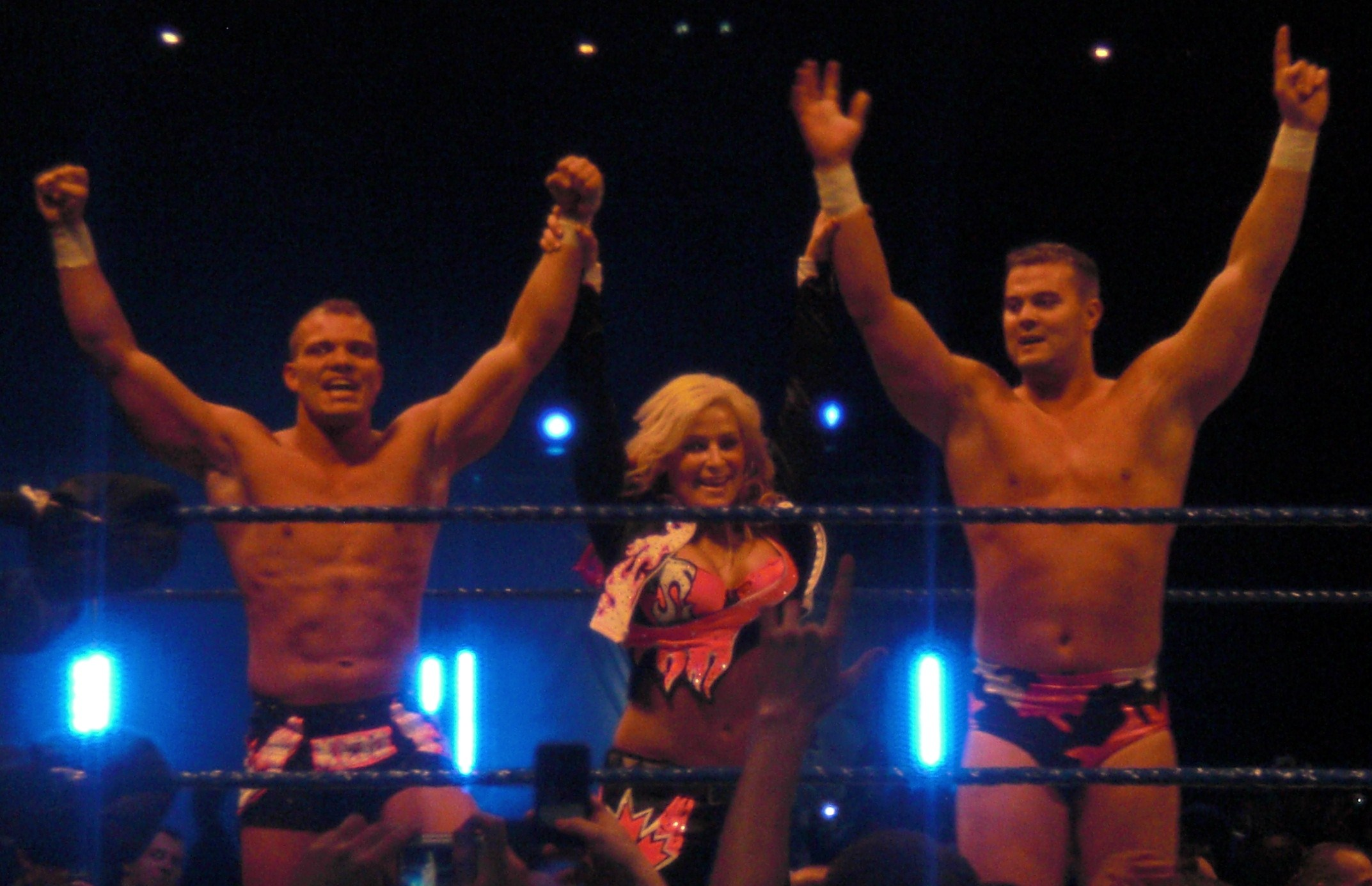
La Hart Dynasty

Inizialmente, Natalya Neidhart forma un'alleanza con Victoria Crawford in una rivalità con The Bella Twins (Nikki & Brie Bella), ma nel 2008, le due cominciano a scontrarsi l'una contro l'altra in vari match singoli e di coppia con diversi partner.
In seguito all'abbandono di Victoria, Natalya inizia ad apparire frequentemente nella ECW accompagnando Tyson Kidd. Il suo debutto nel roster avviene nella puntata del 3 marzo, dove Natalya batte Alicia Fox.
Il 13 maggio Kidd e Natalya sono raggiunti da David Hart Smith (cugino di Natalya nella vita reale), dando vita al tag team The Hart Dynasty, anche se originariamente fu presentato come The Hart Trilogy.

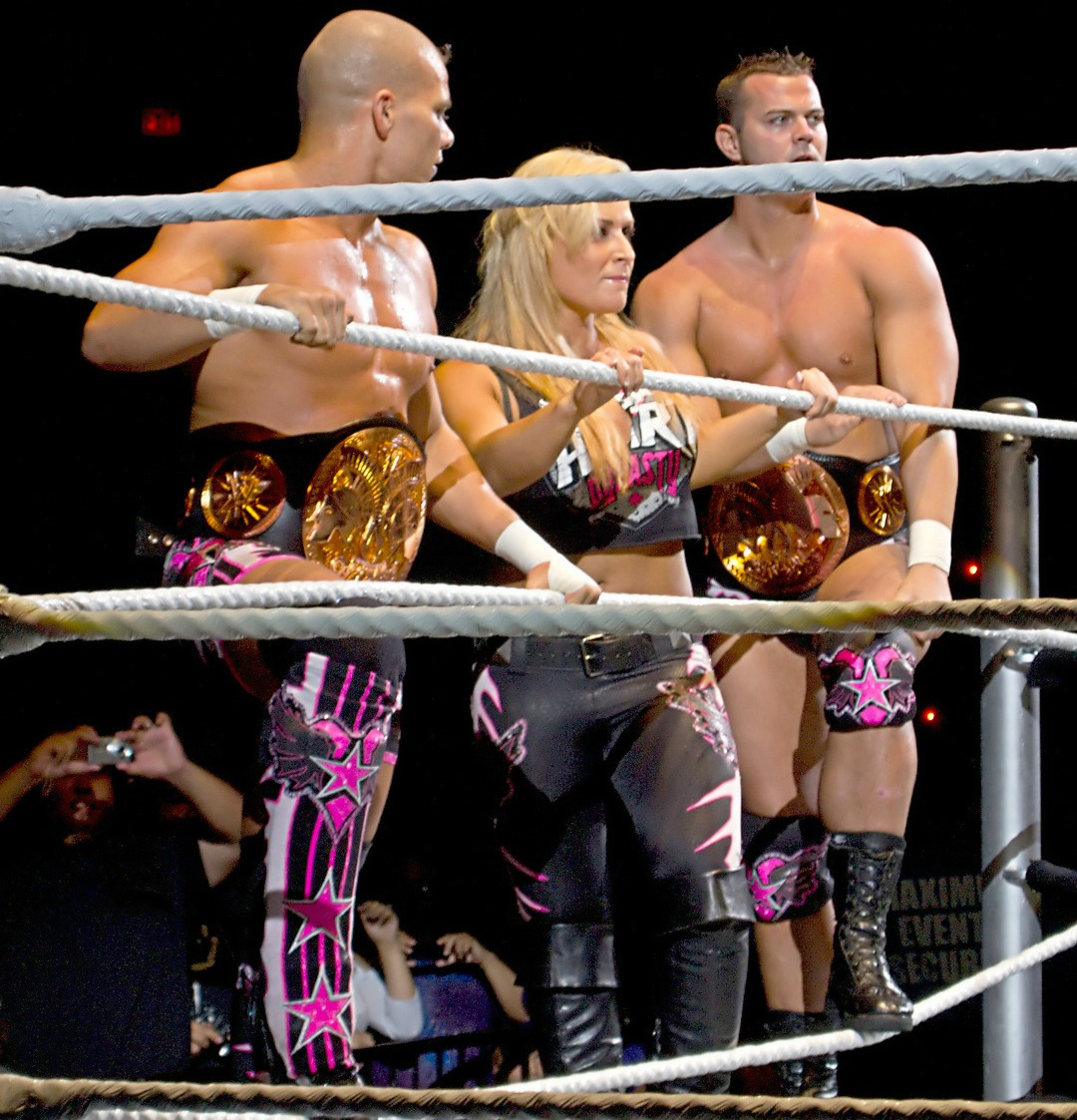
Natalya insieme agli altri membri della The Hart Dynasty, Tyson Kidd (sinistra) e David Hart Smith nel 2010

Il 29 giugno 2009, Natalya viene spostata a SmackDown insieme alla Hart Dynasty. Il primo match ufficiale di Natalya per il brand fu un six-person mixed tag team match il 17 luglio, dove The Hart Dynasty sconfisse Cryme Tyme (JTG & Shad Gaspard) & Eve Torres. Natalya, Kidd e Smith avranno un feud con Torres e i Cryme Tyme, e Natalya affrontò la Torres in vari incontri. Natalya era nella squadra vincente quando le SmackDown Divas sconfissero le Raw Divas all'evento Bragging Rights in ottobre. Il 4 dicembre, Natalya perde un triple threat match con Mickie James e Beth Phoenix per scegliere la sfidante numero uno al titolo WWE Women's Championship.

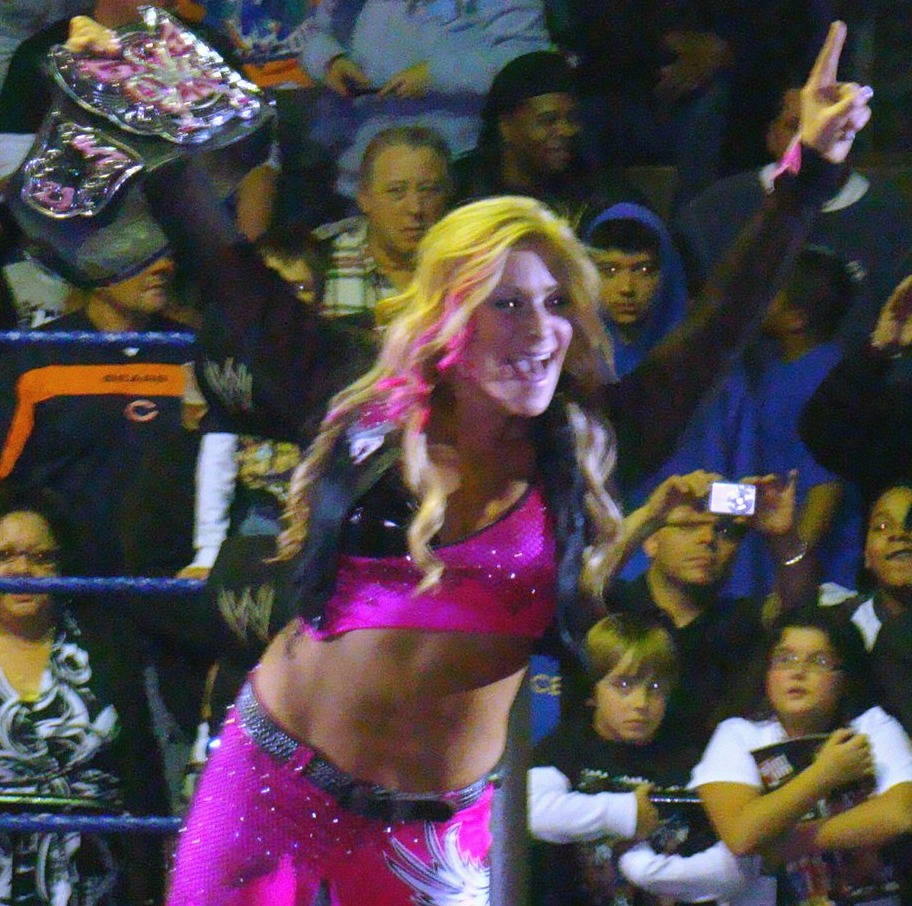
Natalya con la cintura WWE Divas Championship nel 2010

Natalya diventa face il 28 marzo a WrestleMania XXVI aiutando, insieme a Tyson Kidd e David Hart Smith, suo zio Bret Hart a vincere contro Vince McMahon. Successivamente, la Hart Dynasty viene spostata nel roster di Raw.
Il 21 novembre, alle Survivor Series, Natalya ha sconfitto le LayCool (Michelle McCool & Layla) in un 2-on-1 Handicap match e conquista il WWE Divas Championship per la prima volta in carriera. Nella puntata di Raw del 24 gennaio 2011, Natalya ha sconfitto Melina in un match titolato, confermandosi campionessa. Il 30 gennaio, alla Royal Rumble, Natalya perde il titolo in un Fatal 4-Way match in favore di Eve Torres, che comprendeva anche le LayCool, anche se non venne schienata: la Torres, infatti, schienò Layla per vincere il titolo, ponendo fino al suo regno dopo 70 giorni.

#### The Divas of Doom (2011–2012)

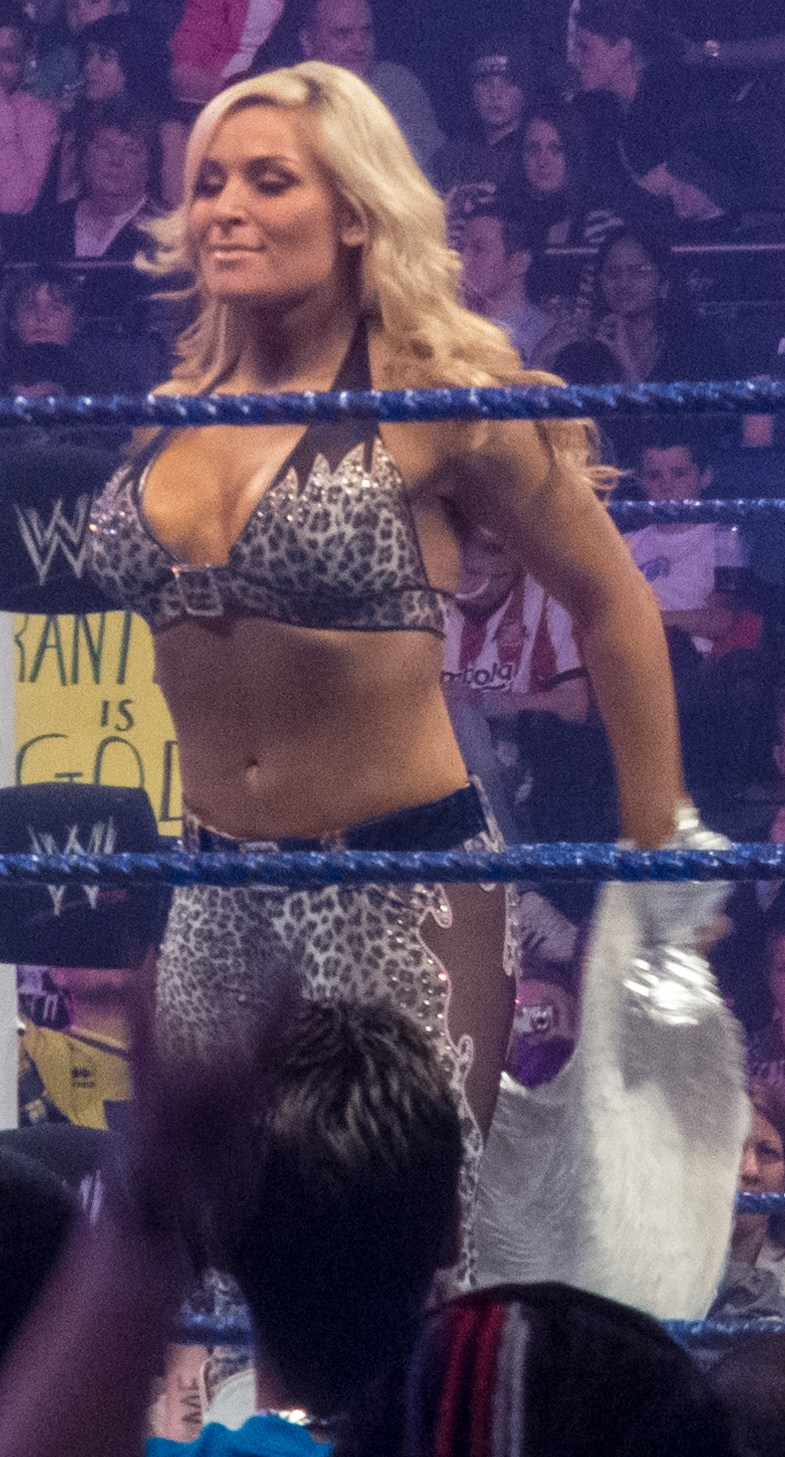
Natalya nel 2012

Il 1º agosto 2011 a Raw partecipa a una battle royal per determinare la prima contendente al titolo di Divas Championship detenuto da Kelly Kelly a SummerSlam, che viene vinta da Beth Phoenix. Nel post-match, diventa heel aggredendo Kelly, e dichiara che "i suoi giorni da bambolina bionda scema sono ufficialmente finiti", e dichiara guerra al resto della divisione delle Divas. Come parte della storyline, si allea con Beth Phoenix in un tag team denominato "The Divas of Doom", sconfiggendo The Chickbusters la settimana successiva.
Natalya accompagna Phoenix durante il suo match per il Divas Championship a SummerSlam contro Kelly Kelly, che aveva nel suo angolo Eve Torres, ma la Phoenix viene sconfitta. Il 19 settembre a Raw, le Divas of Doom perdono un tag team match con Kelly e Torres quando Eve schiena Natalya per la vittoria. Il 26 settembre a Raw, Phoenix schiena Kelly Kelly in un tag team match guadagnandosi l'opportunità di un nuovo match per il titolo con la campionessa Kelly. Quattro giorni dopo a SmackDown, Natalya perde un match contro Kelly. Nel post-match, Phoenix sale sul ring e colpisce Kelly con una Glam Slam, poi Natalya applica sull'avversaria esanime la sua nuova manovra di sottomissione chiamata Pin-Up Strong. Beth Phoenix sconfigge Kelly Kelly il 2 ottobre a Hell in a Cell, con l'aiuto di Natalya, conquistando il WWE Divas Championship.
A novembre, le Divas of Doom sconfiggono in una serie di match The Chickbusters (AJ & Kaitlyn). All'inizio del 2012, il personaggio di Natalya viene caratterizzato come affetto da forte flatulenza; una svolta voluta dagli autori che viene pesantemente criticata dagli esperti di settore.
Il 29 gennaio alla Royal Rumble, le Divas of Doom lottano in un eight-woman tag team match insieme alle Bella Twins, e sconfiggono Eve Torres, Kelly Kelly, Alicia Fox e Tamina. La sera seguente a Raw, Phoenix difende il suo Divas Championship contro Eve. Al pay-per-view Elimination Chamber, Beth Phoenix sconfigge Tamina, ma la sua alleanza con Natalya comincia a scricchiolare, e il 22 marzo a Superstars, la coppia si scioglie.

#### Manager di Tyson Kidd e Cesaro (2014–2015)

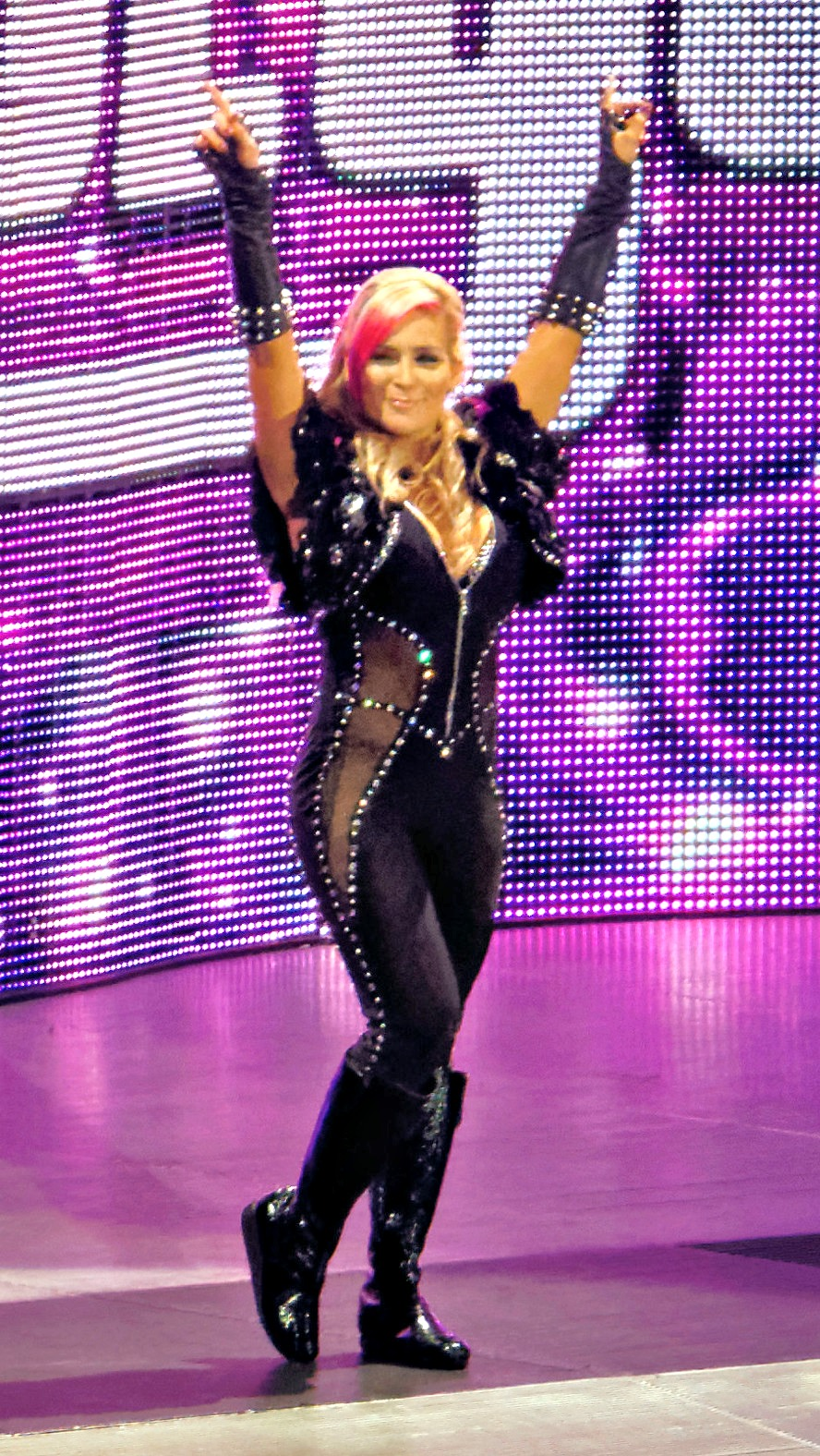
Natalya prima di un match a Raw nel marzo 2015

Nella metà del 2014, Natalya viene inserita in una storyline che coinvolge il suo vero marito nella vita reale Tyson Kidd. Lo accompagna regolarmente sul ring, dove spesso funge da distrazione e disturbo per gli avversari di Kidd. La storyline prosegue anche nel reality Total Divas, dove Kidd comincia a parlare male della moglie Natalya, disprezzandola come parte dell'angle che rifletteva i problemi matrimoniali della coppia.
Il 5 gennaio 2015, durante una puntata di Raw, dopo che Natalya aveva sconfitto la campionessa WWE Divas Nikki Bella in un match senza titolo in palio, Brie e Nikki l'aggrediscono, con Paige che arriva a salvarla. L'episodio porta a un tag team match alla Royal Rumble tra le due coppie, dove a vincere sono le Bella Twins. A febbraio, Natalya e Kidd cominciano un breve feud con Naomi e Jimmy Uso, scontrandosi in un match misto il 16 febbraio a Raw, perso da Natalya e Kidd. Quando Kidd si allea con Cesaro, Natalya diventa la manager del team ed è al loro fianco quando la coppia si aggiudica il WWE Tag Team Championship a Fastlane. La sera seguente a Raw, Natalya aiuta il duo a difendere le cinture contro The Usos, effettuando anche un turn heel nel processo. Il 29 marzo accompagna Kidd e Cesaro a WrestleMania 31 nel kick-off show, dove la coppia difende le cinture con successo.
Durante un dark match svoltosi a Raw in giugno, Kidd si infortuna gravemente al collo e, diverse settimane dopo, dichiara di dover restare fuori dal ring per almeno un anno. Natalya, per restargli vicino, interrompe anche lei l'attività di wrestler scegliendo di prendersi cura del marito.

#### Total Divas Team e faida con Charlotte (2016)

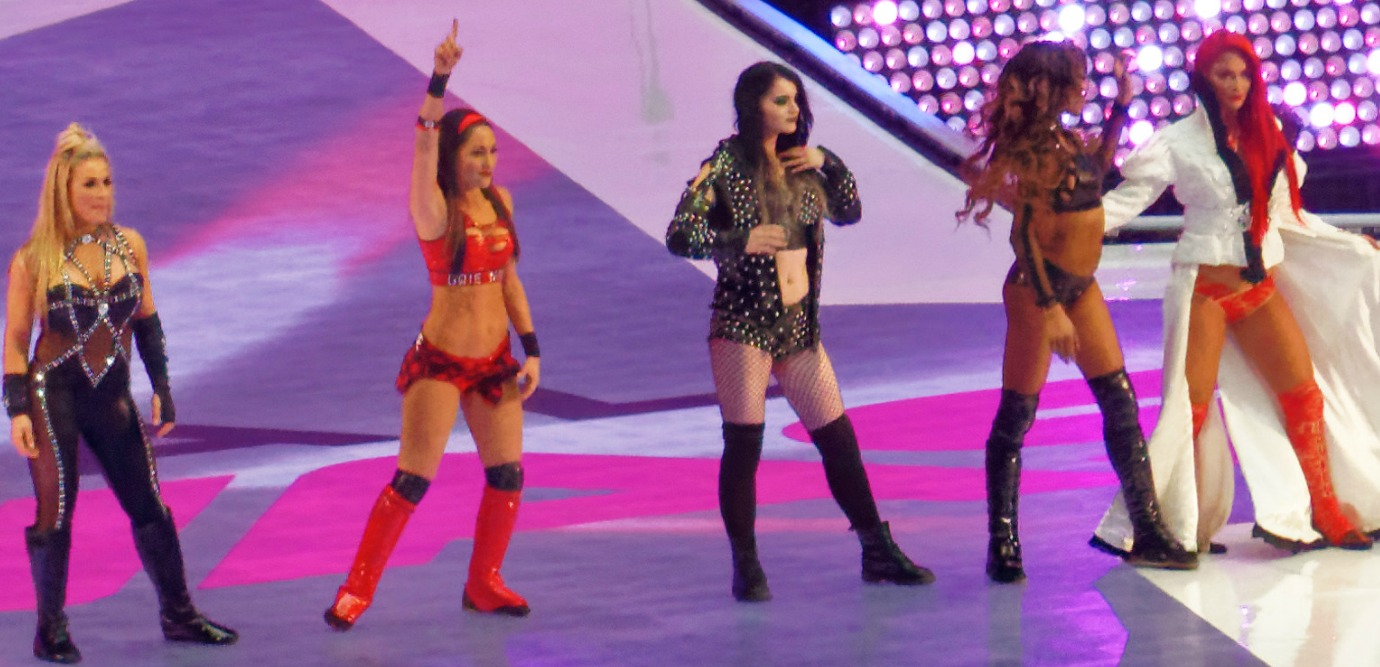
Il Total Divas Team a WrestleMania 32

Dopo un'assenza di tre mesi dagli schermi, Natalya torna il 21 settembre 2015 come face, confrontandosi con Paige circa le sue azioni durante le celebrazioni per la vittoria di Charlotte del WWE Divas Championship. Dopo diversi confronti tra le due, Natalya sconfigge Paige il 5 ottobre a Raw. Successivamente le due si riappacificano.
Il team Total Divas di Natalya (che include anche Brie, Alicia Fox, Eva Marie e Paige) sconfigge il team B.A.D. & Blonde (Naomi, Tamina, Lana, Emma e Summer Rae) in un 10-Diva tag team match nel pre-show di WrestleMania 32.
Successivamente Natalya sfida la campionessa Charlotte, ma non riesce a vincere il WWE Women's Championship. Il 18 aprile a Raw, Natalya annuncia a Charlotte durante un'intervista che Shane McMahon ha organizzato un rematch per il Women's Championship da tenersi all'evento Payback e che suo zio Bret Hart sarebbe stato al suo angolo. All'evento, Natalya viene sconfitta quando l'arbitro del match Charles Robinson, decreta la fine dell'incontro mentre Charlotte la sta tenendo imprigionata nella presa di sottomissione Sharpshooter, la mossa finale di Natalya, anche se lei non aveva ceduto per dolore. L'episodio era un chiaro riferimento al celebre "Screwjob di Montréal" del quale era stato vittima suo zio anni prima. Dopo il match, sia Natalya sia Bret Hart applicano le loro mosse finali di sottomissione su Charlotte e Ric Flair rispettivamente.
Il 19 giugno al ppv Money In The Bank, Natalya e Becky Lynch vengono sconfitte da Charlotte e Dana Brooke. Nel post-match, Natalya attacca Becky, effettuando un turn heel. In seguito Natalya sconfigge Becky nella resa dei conti a Battleground.

#### Regni titolati e varie faide (2017–presente)

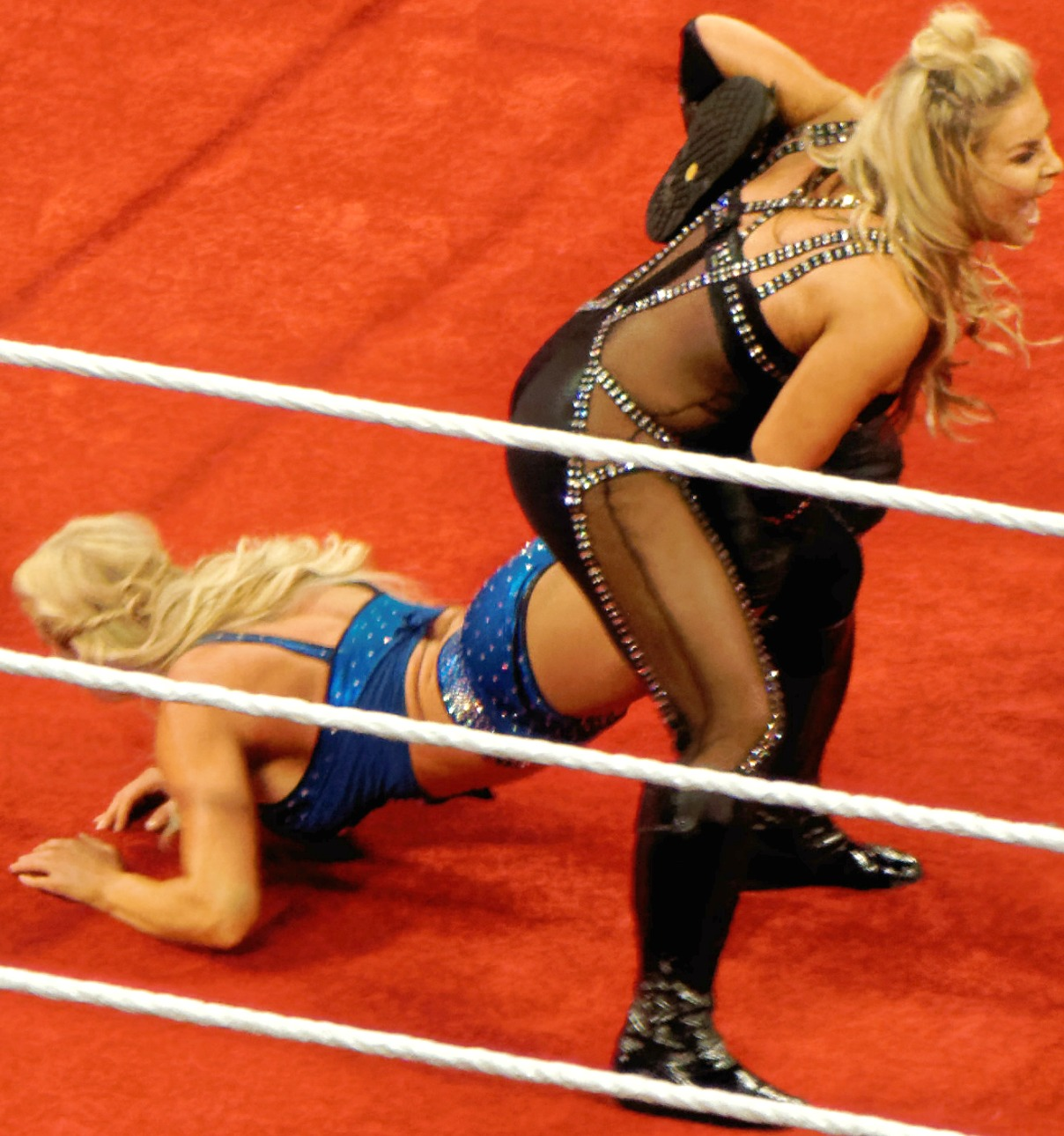
Natalya esegue la Sharpshooter su Charlotte Flair

Il 20 agosto 2017, a SummerSlam, Natalya ha sconfitto Naomi conquistando così il WWE SmackDown Women's Championship per la prima volta. Nella puntata di Sin City SmackDown del 12 settembre, Natalya ha difeso con successo il titolo contro Naomi. Nella puntata di SmackDown del 14 novembre, Natalya perde il titolo contro Charlotte Flair dopo 86 giorni di regno.

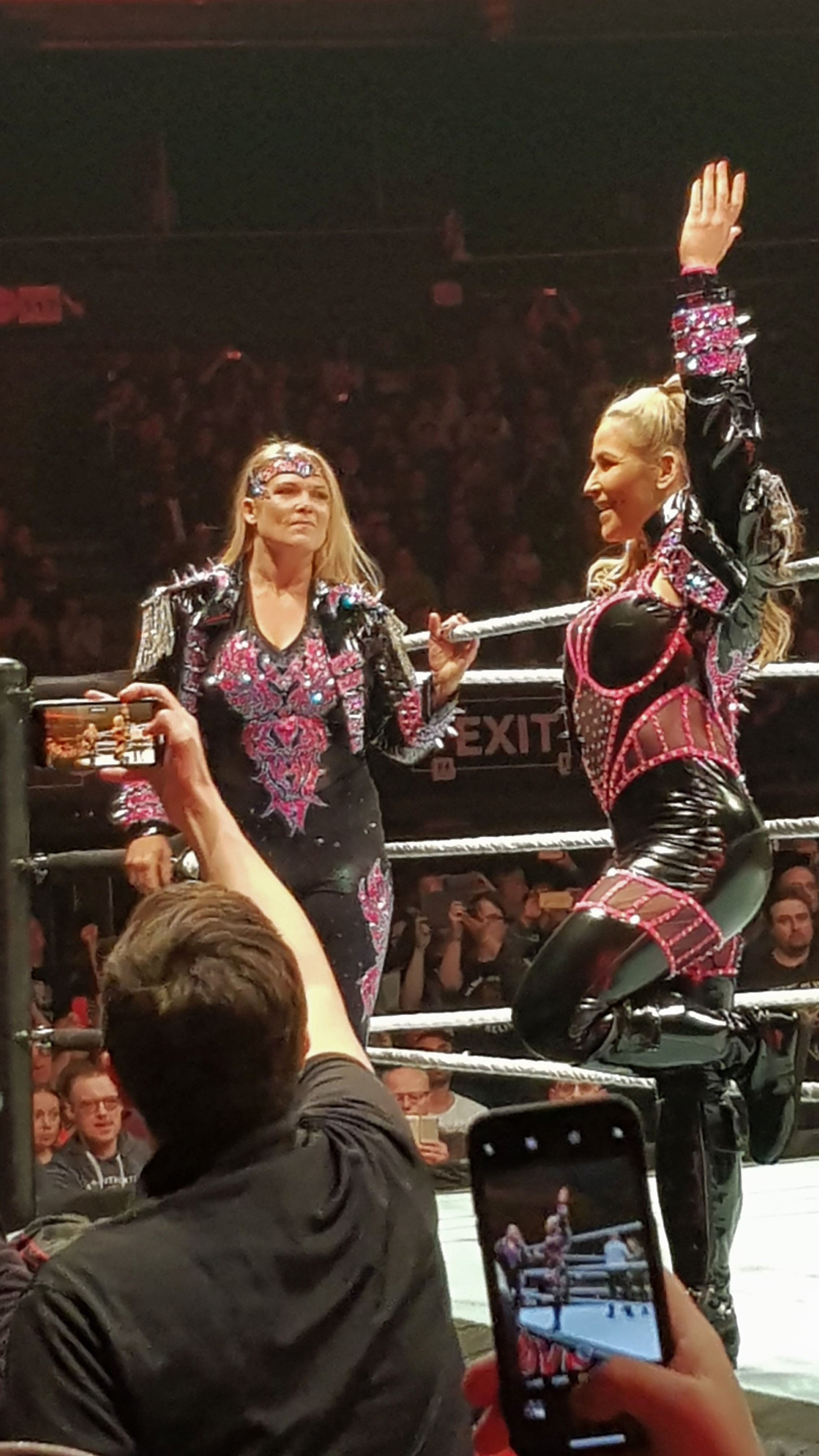
The Divas of Doom nel 2019

A Fastlane, Natalya ricostituisce le Divas of Doom con Beth Phoenix, dopo che le due erano state attaccate da Nia Jax e Tamina. Le Divas of Doom prendono parte a un fatal four-way tag team match con in palio il WWE Women's Tag Team Championship a WrestleMania 35 il 7 aprile, tuttavia, il match viene vinto da The IIconics (Billie Kay & Peyton Royce).
In maggio, Natalya partecipa al Money in the Bank ladder match nell'omonimo pay–per–view, ma esce sconfitta. A giugno, Natalya e Alexa Bliss avrebbero dovuto lottare in un incontro aggiunto all'ultimo al ppv Super Show-Down a Gedda in Arabia Saudita, ma il match viene cancellato su ordine del governo saudita poco prima dell'inizio dello show a causa delle leggi islamiche sulla soppressione dei diritti delle donne. Il 15 luglio a Raw, Natalya vince un fatal four-way elimination match per stabilire la prima contendente al titolo Raw Women's Championship detenuto da Becky Lynch. Al ppv SummerSlam, Natalya viene sconfitta dalla Lynch. Si infortuna a una spalla, e si presenta a Raw con un tutore, ma viene brutalmente aggredita da Sasha Banks, che Natalya considerava sua amica. Il 26 agosto le due si scontrano a Raw e Natalya viene sconfitta. Dopo un breve feud, Natalya sconfigge Lacey Evans a Crown Jewel, nel primo match di wrestling femminile mai tenutosi in Arabia Saudita. Al kickoff show di WrestleMania 36, viene sconfitta da Liv Morgan.
Il 22 giugno a Raw effettua un turn heel, alleandosi con Lana e sconfiggendo Liv Morgan per sottomissione. In agosto il duo comincia un feud con la rientrante Mickie James.
Il 12 ottobre 2020, per effetto del Draft, Natalya è passata al roster di SmackDown.  Natalya insieme a Tamina hanno vinto il tag team Championship sconfiggendo Shayna Basler e Nia Jax, successivamente le hanno perse contro Rhea Ripley e Nikki A.S.H, a WrestleMania ha provato a riconquistare le cinture con Shayna Basler  in un Fatal four-way tag team match con Sasha Banks e Naomi, Rhea Ripley e Liv Morgan e Carmella e Queen Zelina ma ne sono uscite vittoriose le prime.

## Vita privata
Neidhart è la figlia del wrestler Jim Neidhart e di Ellie Hart e suo nonno era Stu Hart, patriarca della Famiglia Hart. È nipote di Bret e Owen Hart e cugina di Teddy Hart e Harry Smith. Ha sposato Theodore James Wilson (Tyson Kidd) nei primi mesi del 2013.

## Personaggio

### Mosse finali

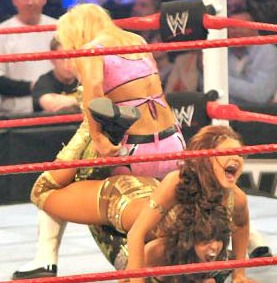
Natalya esegue una doppia Sharpshooter su Eve e Layla

- Sharpshooter[2][64]

### Soprannomi
- "The Anvilette"[64]
- "The BOAT (Best of all Time)"[64]
- "The Hart Dungeon Diva"[64]
- "Natty by Nature"[64]
- "The Queen of Harts"[64]

## Titoli e riconoscimenti
- Canadian Wrestling Hall of Fame
  - Individualmente
  - Con la famiglia Hart

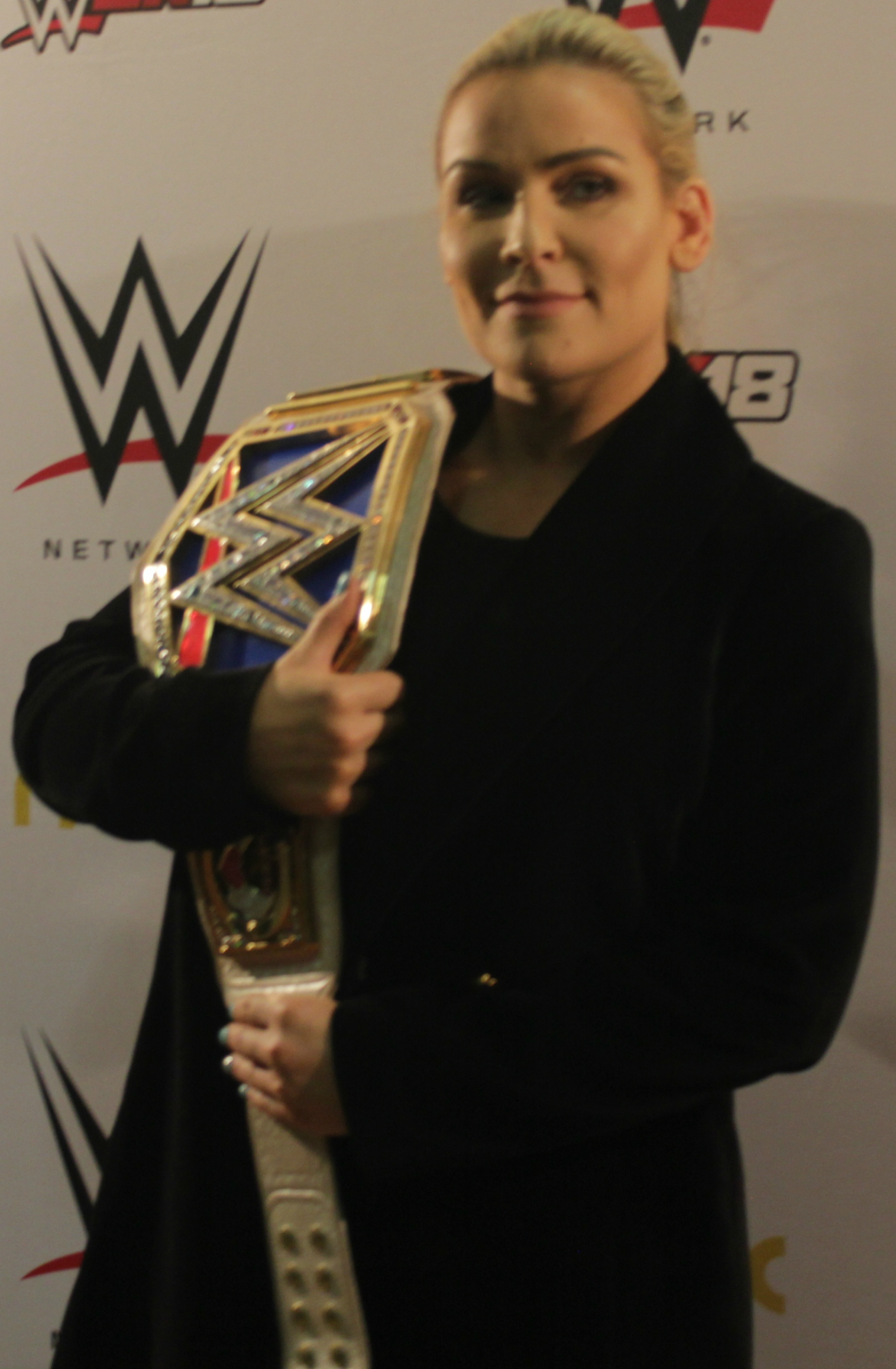
Natalya con lo SmackDown Women's Championship, titolo che ha detenuto una volta

- NWA: Extreme Canadian Championship Wrestling
  - SuperGirls Championship (1)[65]
- Pro Wrestling Illustrated
  - 4ª nella classifica delle 50 migliori wrestler femminili secondo PWI 50 Female (2011)[66]
- Rolling Stone
  - Overdue Title Run of the Year (2017)
- Stampede Wrestling
  - Stampede Women's Pacific Championship (2)[65]
- WWE
  - WWE Divas Championship (1)[2]
  - WWE SmackDown Women's Championship (1)[2]
  - WWE Women's Tag Team Championship (1) – con Tamina
- Wrestling Observer Newsletter
  - Worst Worked Match of the Year (2013) con Brie Bella, Cameron, Eva Marie, JoJo, Naomi e Nikki Bella vs. AJ Lee, Aksana, Alicia Fox, Kaitlyn, Rosa Mendes, Summer Rae e Tamina Snuka il 24 novembre[67]